# Dušan Keketi (politik)
Dušan Keketi (* 29. srpna 1975 Trnava) je slovenský manažer a politik, od ledna 2024 do března 2025 ministr cestovního ruchu a sportu SR ve čtvrté vládě Roberta Fica.

## Život
V letech 1993 až 1998 absolvoval studium obchodu a marketingu se specializací na zahraniční obchod na Obchodní fakultě Ekonomické univerzity v Bratislavě.
V letech 1999 až 2015 pracoval jako manažer v několika obchodních a finančních společnostech. V letech 2016 až 2018 byl předsedou Rady banky a generální ředitelem Eximbanky SR a v letech 2018 až 2020 externím poradcem prezidenta společnosti Samsung Electronics Slovakia pro vládní záležitosti. Od roku 2020 působil jako předseda představenstva a výkonný ředitel Letiště Sliač. V roce 2020 se stal členem a v roce 2021 předsedou představenstva Letiště Bratislava.
V lednu 2024 se stal ministrem cestovního ruchu a sportu ve čtvrté vládě Roberta Fica. Do února téhož roku působil jako ministr bez portfeje. Ministrem byl do března 2025.

### Osobní život
Jeho otcem je Dušan Keketi, bývalý fotbalista FC Spartak Trnava.